# Krzysztof Bochus
Krzysztof Bochus (ur. 9 czerwca 1955 w Kwidzynie) – polski dziennikarz, publicysta i pisarz, wykładowca akademicki, z wykształcenia politolog.

## Życiorys
Absolwent Wydziału Dziennikarstwa i Nauk Politycznych Uniwersytetu Warszawskiego. Pracował m.in. w „Nowej Wsi” i koncernie prasowym „Burda”, w latach 1998–2000 redaktor naczelny miesięcznika „Sukces”. Jego teksty ukazywały się m.in. w takich tytułach jak „Przegląd Tygodniowy”, „Wprost”, „Focus”. W latach 2000–2006 dyrektor marketingu i rzecznik prasowy w spółce deweloperskiej J.W. Construction. Członek Stowarzyszenia Pisarzy Polskich.

## Twórczość

### Cykl retroChristian Abell
- Czarny manuskrypt, Wydawnictwo Muza 2017, ISBN 978-83-287-0545-6[4]
- Martwy błękit, Wydawnictwo Muza 2017, ISBN 978-83-287-0762-7[5]
- Szkarłatna głębia, Wydawnictwo Muza 2018, ISBN 978-83-287-0959-1[6]
- Miasto duchów, Skarpa Warszawska 2019, ISBN 978-83-661-9521-9[7]
- Wachmistrz, Skarpa Warszawska 2020, ISBN 978-83-666-4408-3[8]
- Wachmistrz. Dogrywka, Skarpa Warszawska 2021, ISBN 978-83-66939-69-1
- Dolina gniewu, Skarpa Warszawska 2023, ISBN 978-83-8329-125-3

### Cykl współczesnyAdam Berg
- Lista Lucyfera, Skarpa Warszawska 2019, ISBN 978-83-66195-04-2[9]
- Boski znak, Skarpa Warszawska 2020, ISBN 978-83-66195-63-9; thriller kryminalny[10]
- Klątwa Lucyfera, Skarpa Warszawska 2021, ISBN 978-83-66644-62-5
- Wirtuoz, Skarpa Warszawska 2022, ISBN 978-83-67093-38-5
- Kamień tunguski, Skarpa Warszawska 2024, ISBN 978-83-8329-628-9

### Cykl współczesnyMarek Smuga
- Czarna krew, Skarpa Warszawska 2022, ISBN 978-83-67343-60-2
- Kruchy lód, Skarpa Warszawska 2024,ISBN 978-83-8329-364-6

### Antologie
- Kwidzynianie ptakom podobni, Krystyna Gromek, Bożena Bardelska-Patuła, Kwidzyn 2005
- Agenci, szpiedzy, spiski, G+J Książki 2011, ISBN 978-83-7778-098-5
- Zabójczy pocisk. Polska krew, Wydawnictwo Skarpa Warszawska, 2018. ISBN 978-83-63842-89-5
- Zabójczy Pocisk, Dziedzictwo, Wydawnictwo Skarpa Warszawska, 2021, ISBN 978-83-66644-06-9
- 1920 Nadzieja umiera ostatnia, Wydawnictwo Skarpa Warszawska 2021, ISBN 978-83-66644-59-5

### Nagrody i wyróżnienia
- Nagroda Złoty Pocisk, dla Szkarłatnej głębi, jako najlepszej powieści kryminalno-historycznej w 2018 w Polsce
- Nagroda Grand Prix w konkursie Brakująca Litera – dla Szkarłatnej głębi, jako najlepszej powieści w 2018
- Nominacja Festiwalu Kryminalna Warszawa – Lista Lucyfera, 2019
- Nominacja do „Wawrzynu”, Literackiej Nagrody Warmii i Mazur – Szkarłatna głębia, 2018
- III miejsce w konkursie na najlepszy kryminał retro roku 2020, Festiwal Kryminalny Magiel, 2020
- II miejsce w konkursie książki pomorskiej „Costerina 2022” – za Wachmistrza. Dogrywkę[11]
- Nagroda „Złoty Kościej” za Czarną krew – Kryminał Roku 2022[12]
- Nagroda „Złoty Kościej” za książkę Dolina gniewu – Kryminał Roku 2023[13]
- Nagroda "Złoty Kościej" za książkę "Kamień tunguski" - Powieść sensacyjna Roku 2024[14]